# Chiesa di Santa Maria Annunciata (Rivarolo Mantovano)
La chiesa di Santa Maria Annunciata è la parrocchiale di Rivarolo Mantovano, in provincia di Mantova e diocesi di Cremona; fa parte della zona pastorale 5.

## Storia e descrizione

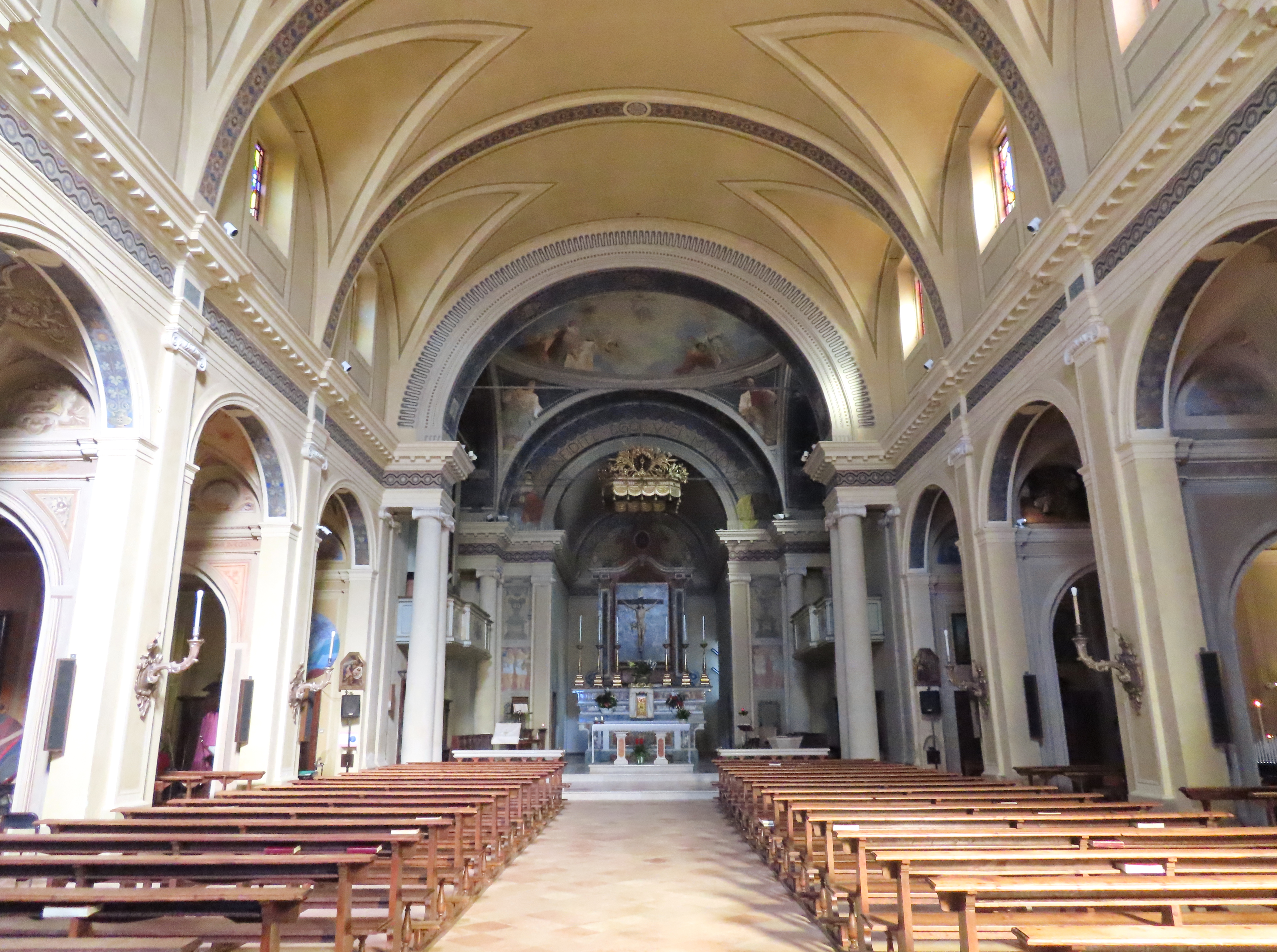
Navata centrale

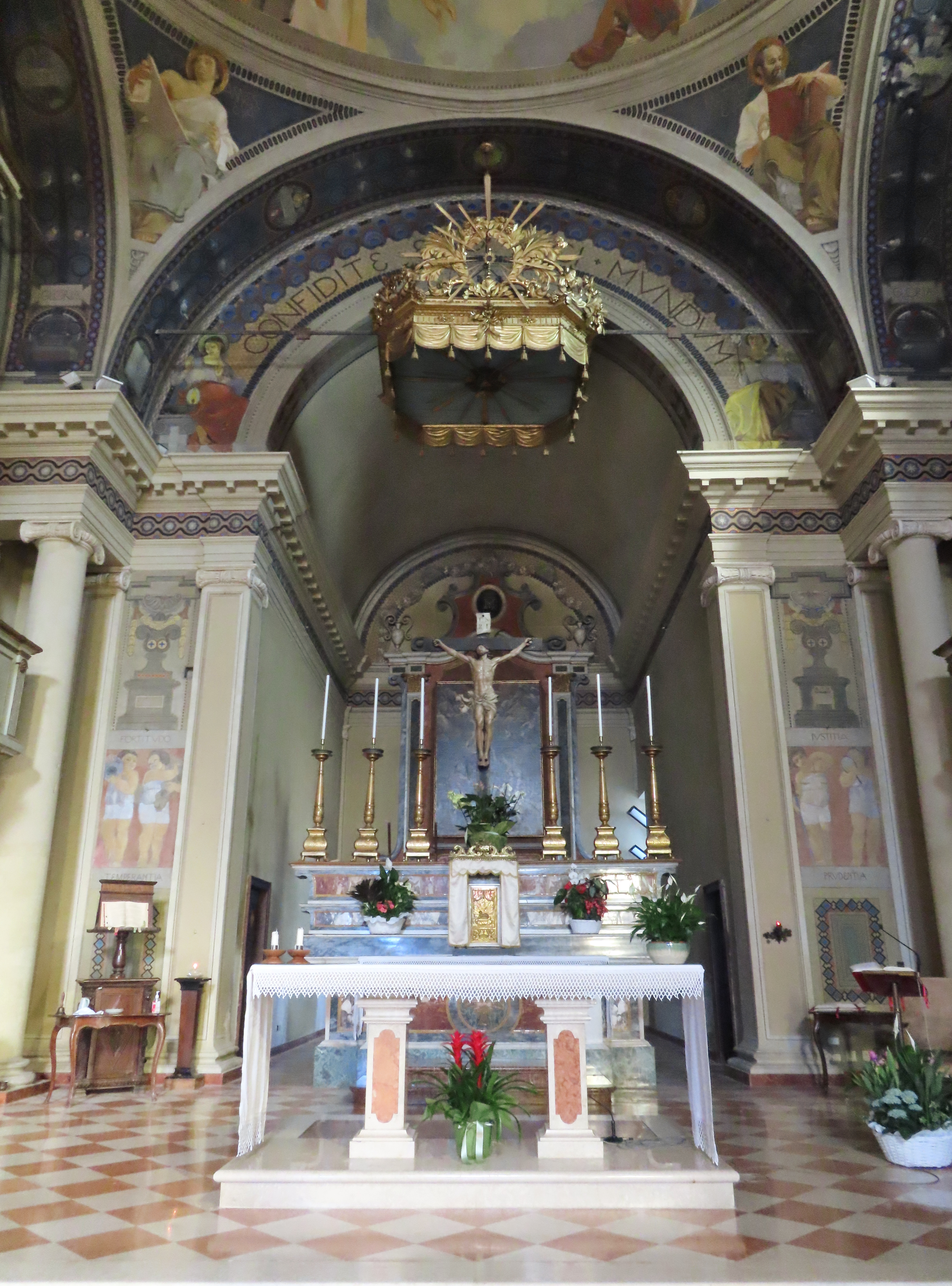
Presbiterio

Venne edificata a tre navate a partire dal 1416 su un oratorio preesistente e ultimata nel 1430. Il campanile fu costruito nel 1462. Agli inizi del Ottocento venne innalzata e allungata.
Nella navate laterali sono collocate quattro cappelle per lato, la più importante delle quali è la cappella della Madonna del Rosario con ancona in legno dorato. La cappella di San Giovanni evangelista e del Beato Sisto ospita, sotto la mensa dell'altare, il corpo del beato Sisto Locatelli, frate francescano, dichiarato compatrono della comunità rivarolese.

## Opere d'arte

### Dipinti
- San Giuseppe col Bambino, olio su tela, XVI secolo opera di Giacomo Guerrini originariamente ospitato nel coro della chiesa di Santa Maria della Pace di Scandolara Ravara;
- Venerazione della B.V. del Carmelo, olio su tela del XV secolo
- Sant'Antonio abate e san Gerolamo, olio su tela del XVI secolo
- Beata Vergine della Concezione, olio su tela degli inizi del XVII secolo, attribuito a Giovanni Francesco Raimondi (Fra' Raimondo)
- San Rocco, olio su tela, olio su tela del XVI secolo
- Cristo deriso, olio su tela del XVII secolo
- Cristo alla colonna, olio su tela del XVII secolo
- Annunciazione, olio su tela del XVI secolo
- Cristo flagellato, olio su tela del XVIII secolo, opera di Giuseppe Veluti